# 高速切削
高速切削是指數控工具機中使用的一種金屬加工方式。其刀具速度及進給率比傳統的切削快很多，但是讓切削厚度變小，因此切屑會比傳統切削要薄。依照薩洛蒙曲線，若切削速度高到一定程度（例如傳統切削速度的十倍），其切削溫度反而會比傳統切削要低。

## 歷史
1931年時Carl J. Salomon曾經針對高速下的切削發表過專利 ，其中提到切削的溫度會隨著切削速度拋物線上昇，當溫度到達最高點後，切削速度再上昇時，切削溫度下反而會下降。因此假若技術可行的話，可以用一般的高速鋼在切削速度42000 m/min下銑削鋼製材料，不會破壞切削邊。不過Salomon沒有示範過這個實驗。在1950年代時，蘇聯及美國的洛克希德公司曾經驗證過，例如曾在洛克希德公司用高速鋼的刀具在40,000至50,000 m/min的速度，成功的對鋼材加工。
有關速度到60,000 m/min的超高速切削，其重要結論有四點：高速鋼的刀具可以承受高負載，不會損壞，其刀具磨損很少，加工後的表面精度很高，而且材料去除率是原方法的240倍。
測試使用的速度仍然遠超過現今工業環境所可以進行高速加工的速度，不過其結果就成為高速機械加工的基礎。例如鋁的加工可以到5000 m/min，而鋼可以到2000 m/min。
高速切削最早是用在航太產業。製造輕量化的航太零組件，例如飛機的翼肋需要許多的加工才能製成。有些零件的切削成本超過材料成本的90%。這類零件若要在成本下有顯著的降低，只有在製造方式上改善。而其他的加工方式（例如成形加工或是一次成形）只適用於小零件，無法對大型零件加工。

## 應用領域
高速切削可以用在需要高切削性能以及高表面精度的應用中，像是工具加工及模具加工。像是塑膠瓶吹氣成型用的模具，就是典型有三維複雜外形的模具。因為需要有一定的裝填容量，以及吹氣系統的需求，這類模具需要有最高的尺寸精度及表面精度。

## 優點和缺點

### 優點
高速切削可以節省30%的時間，進給速率為傳統切削的5倍到10倍，而且切削需要的施力較小。因此可以針對薄壁工件進行加工。而且其表面精度提高，因此省去了後續精磨的工序。因為切削速度比熱傳導速度要快，大部份的熱都留在切屑上，無法傳到工件，也可以避免工件因受熱產生的翹曲。
硬質材料也可以用高速切削，甚至是硬度到69HRC的材料也可以，因此在切削之後不需額外硬化的工序，也省去硬化工序中的風險。
高速切削還可以省下傳統切削中粗加工（roughing，因為高速切削的高材料移除率）及精加工（finishing，因為高表面精度）。 

### 缺點
高速切削的超高轉速使得工作場所需要提高其安全防護的設備，高轉速下即使是最小的切屑也會有相當高的飛行速度，甚至可能比槍枝子彈的拋體運動還快。而且刀具也比較容易磨損，會減少刀具壽命（不過材料加工需要的時間也變短了）。高速切削也對刀具平衡有高度的要求，因為不平衡可能會產生極大的力，一方面會讓刀具損壞，另一方面也強烈的影響了主軸的位置。因為高速切削的極高轉速及負載，元件的消耗率高，需定期進行昂貴的保養以及主軸、刀具的更換。

## 工具
配合高速切削的銑床刀具一般是用精細顆粒及極精細顆粒的硬質合金製成，多半會配合硬的鍍膜，也會有特殊的刀具造形設計。常會用多晶氮化硼（CBN）及多晶鑽石（PKD）作為刀具材料。
在模具加工時，其輪廓會由圓形端銑刀的加工軌跡，每次往外拓展一小塊區域而形成。
為了可以在高轉速下進行準確的加工，刀具一般會直接由主軸上的馬達驅動。